# Mattias Johansson (företagsledare)
Per Evert Mattias Johansson, född 27 februari 1973, är en svensk civilingenjör och företagsledare.
Johansson tillträdde som verkställande direktör och koncernchef för Bravida den 1 januari 2015, efter att tidigare ha haft flera ledande positioner inom koncernen, senast som divisionschef för Bravida Norge. Han anställdes i koncernen 1998.